# Christoph Kullnig
Christoph Kullnig (* 31. Oktober 1979 in Furth) ist ein ehemaliger österreichischer Triathlet.

## Werdegang
Christoph Kullnig studierte an der Donau-Universität Krems.
Im Juli 2011 startete er beim Ironman Austria in Klagenfurt erstmals über die Triathlon-Langdistanz (3,86 km Schwimmen, 180,2 km Radfahren und 42,195 km Laufen), belegte den 24. Rang in der Gesamtwertung und konnte sich damit für einen Startplatz beim Ironman Hawaii (Ironman World Championships) qualifizieren.
Er war bis 2012 Mitglied des Skinfit Racing Team und wurde trainiert von Christian Halmer. 2013 war er als Team-Manager tätig. Seit 2014 tritt Christoph Kullnig nicht mehr international in Erscheinung.
Christoph Kullnig ist seit April 2016 mit der ehemaligen Triathletin Lydia Waldmüller (* 1986) verheiratet. Er lebt in Wien.

## Sportliche Erfolge
| Datum/Jahr    | Rang | Wettbewerb                 | Austragungsort | Zeit     | Bemerkung                                                                                 |
| ------------- | ---- | -------------------------- | -------------- | -------- | ----------------------------------------------------------------------------------------- |
| 12. Juni 2010 | 2    | Vienna City Triathlon      | Wien           |          | zweiter Rang auf der Sprintdistanz (0,78 km Schwimmen, 22,6 km Radfahren und 5 km Laufen) |
| 2010          | 1    | ÖTRV Triathlon Cup         | Krems          |          | [ 1 ]                                                                                     |
| 6. Juni 2009  |      | Vienna City Triathlon      | Wien           | 02:07:50 | auf der olympischen Distanz (1,5 km Schwimmen, 38,5 km Radfahren und 10 km Laufen)        |
| 30. Mai 2009  | 1    | Vienna City Triathlon      | Wien           |          | auf der Sprintdistanz (0,75 km Schwimmen, 22,5 km Radfahren und 5 km Laufen)              |
| 13. Sep. 2008 | 61   | ITU Triathlon European Cup | Wien           | 01:54:46 | auf der olympischen Distanz beim Vienna City Triathlon                                    |
| 30. Aug. 2008 | 26   | ITU Triathlon European Cup | Split          | 02:04:28 |                                                                                           |
| 19. Aug. 2007 | 58   | ITU Triathlon European Cup | Genf           | 02:21:52 |                                                                                           |

| Datum/Jahr   | Rang | Wettbewerb                | Austragungsort | Zeit     | Bemerkung                                             |
| ------------ | ---- | ------------------------- | -------------- | -------- | ----------------------------------------------------- |
| 5. Aug. 2012 | 12   | Norseman Xtreme Triathlon | Eidfjord       | 11:29:55 | 3,8 km Schwimmen, 200 km Radfahren und 42,2 km Laufen |
| 8. Okt. 2011 | 825  | Ironman Hawaii            | Hawaii         | 10:58:18 | Weltmeisterschaft                                     |
| 3. Juli 2011 | 24   | Ironman Austria           | Klagenfurt     | 08:48:11 | 5. Rang in der Altersklasse M30-34                    |

| Datum/Jahr    | Rang | Wettbewerb       | Austragungsort | Zeit        | Bemerkung |
| ------------- | ---- | ---------------- | -------------- | ----------- | --- |
| 19. Jan. 2014 | 2    | WinTri Faistenau | Faistenau      | 01:12:24.90 | Im Team mit Dominik Berger und Philip Pertl – witterungsbedingt wurde das Rennen als Cross-Duathlon ausgetragen (4,2 km Crosslauf, 18 km Mountainbike und 4,2 km Crosslauf) |

(DNF – Did Not Finish)